# داویده زوبولی
داویده زوبولی (انگلیسی: Davide Zoboli؛ زادهٔ ۸ اکتبر ۱۹۸۱) بازیکن فوتبال اهل ایتالیا است.
از باشگاه‌هایی که در آن بازی کرده‌است می‌توان به باشگاه فوتبال مودنا، باشگاه فوتبال تورینو، باشگاه فوتبال پارما، باشگاه فوتبال برشا، باشگاه فوتبال مونتسا، و باشگاه فوتبال بنونتو اشاره کرد.